# Comportement exploratoire
Le comportement exploratoire consiste en la recherche active d'une situation présentant un caractère de nouveauté. C'est un comportement observable surtout chez les mammifères dont l'étude remonte au début du XXe siècle et dont le développement s'opère à partir des années 1950.

## Définition
Le comportement exploratoire consiste en des mouvements et actions réalisés par des êtres humains en vue d'une situation présentant un caractère de nouveauté, sans recherche d'une récompense biologique évidente,.

## Conditions d'apparition de ce comportement
Ce comportement apparaît plus nettement chez les jeunes sujets et très tôt ; l'enfant humain part à la découverte de son environnement, découvre son voisinage, apprend à jouer à des jeux nouveaux sans qu'il ne soit généralement nécessaire de le motiver en ce sens,. Le comportement exploratoire apparaît lorsque le sujet change d'environnement, il est lié à la peur et à la familiarité ; si la peur domine trop fortement le sujet, un tel comportement ne peut être observé, il faut attendre un certain degré de familiarité pour que ce comportement se déclenche, jusqu'à ce que la familiarité soit trop grande et qu'elle entraîne une diminution de ce comportement,.

## Histoire
L'étude du comportement exploratoire remonte au début du XXe siècle et la première expérience retenue est celle de J. F. Dashiell en 1925 qui met en évidence un « instinct de curiosité » chez le rat,. Mais l'expérience la plus décisive est celle de Henry Wieghorst Nissen qui réussit à montrer que des rats peuvent traverser une grille électrifiée juste pour découvrir un compartiment de cage qu'ils ne connaissent pas, ce qui lui permet d'affirmer que « le besoin d'exploration est assimilable à la faim, au besoin sexuel, [...] il peut compter parmi les besoins primaires ».
Ce sont les années 1950 qui marquent un véritable intérêt pour l'étude du comportement exploratoire avec notamment des études sur d'autres animaux tels que les chimpanzés,. Ce sont ces nouvelles études qui changent la façon dont est perçue l'origine de l'apprentissage ; alors qu'avant les années 50 l'apprentissage était vu comme émanant d'une motivation extrinsèque, il apparaît désormais que son origine est plutôt intrinsèque et que le comportement exploratoire et la curiosité en seraient l'origine.